# Atqasuk
Atqasuk est une localité d'Alaska aux États-Unis située dans le Borough de North Slope, sa population était de 233 habitants en 2010. Elle est située entre la Meade River et l'Lkmakrak Lake à 97 km de Barrow.
Les températures extrêmes vont de −49 °C en hiver à 26 °C en été.
Les habitants d'origine sont des Iñupiat. Ils ont comme tradition la chasse et la pêche à la baleine, ainsi que la confection d'objets artisanaux. La poste a été ouverte entre 1951 et 1957, mais en 1970 il n'y avait plus d'habitants dans le village. Toutefois, la population est revenue en 1977, hébergeant d'anciens habitants de Barrow.
Il n'y a pas de route pour relier la localité au reste de l'état, mais seulement un aérodrome, l'Atqasuk Edward Burnell Sr. Memorial Airport, géré par le Borough de North Slope, qui possède une seule piste.

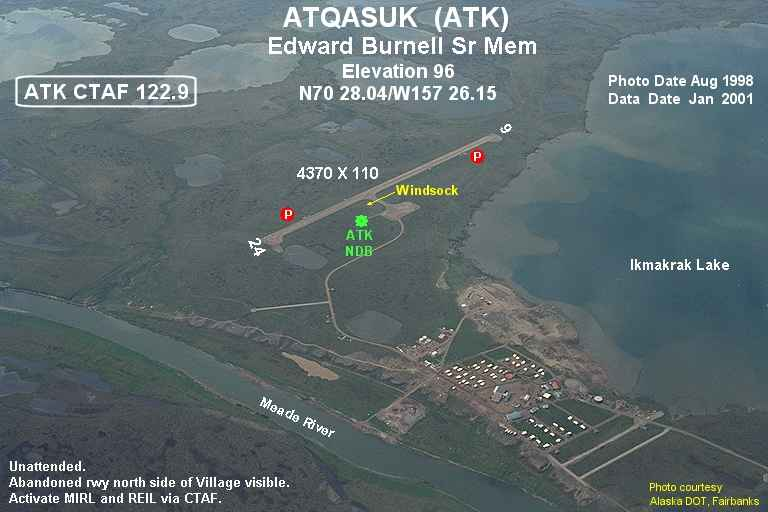
Aérodrome d'Atqasuk et vue d'ensemble du village

## Démographie
| 1940 | 1950 | 1960 | 1980 | 1990 | 2000 | 2010 | - |
| ---- | ---- | ---- | ---- | ---- | ---- | ---- | - |
| 78   | 49   | 30   | 107  | 216  | 228  | 233  | - |

## Sources et références
- (en) CIS

1. ↑  « Statistiques des États-Unis - Alaska - Profils des communautés de 2010 » (consulté en novembre 2020)